# Tai Kamiya
Tai Kamiya (八神 太一?, Yagami Taichi) è il protagonista della prima stagione dell'anime dedicato all'universo di Digimon, Digimon Adventure ed un personaggio secondario della stagione sequel Digimon Adventure 02. Nel manga Digimon Adventure V-Tamer 01 il protagonista è un personaggio chiamato anch'egli Taichi Yagami, ma mentre in Giappone i due sono la stessa persona, negli Stati Uniti, e di conseguenza anche in Italia, si è deciso di cambiare il cognome del personaggio in Kamiya in modo da renderli due personaggi diversi.
Il personaggio di Tai è dipinto come quello di un ragazzo avventuroso, sempre allegro, spensierato ma un po' sprovveduto, con degli occhiali da aviatore sempre sul suo capo, una caratteristica che in Digimon si tramanderà spesso tra i leader dei vari gruppi di "Digiprescelti" o "bambini prescelti". Tuttavia, a differenza degli altri leader, indossa una fascia blu posta al di sotto degli occhiali. È il fratello maggiore di Kari Kamiya (Hikari Yagami).
In quanto leader, Tai si comporta sempre in modo avventato e ostinato, senza pensare alle conseguenze delle sue azioni. Il suo temperamento testardo e focoso lo porta spesso a non ascoltare gli altri quando c'è bisogno di elaborare un piano. Ciò lo ha portato a momenti di astio e risentimento nei confronti del suo amico/rivale Matt Ishida (Yamato Ishida), la sua amica di lunga data Sora Takenouchi ed il suo stesso Digimon partner Agumon. Tuttavia, il ragazzo ogni volta fa il necessario per riportare la situazione alla normalità, salvando anche i suoi amici e la sua famiglia dalla rovina, quando ce n'è bisogno. È il possessore della Digipietra del Coraggio.
Tai è doppiato in giapponese da Toshiko Fujita in quasi tutti i media, da Natsuki Hanae in Digimon Adventure tri. e Digimon Adventure: Last Evolution Kizuna, da Yūko Sanpei in Digimon Adventure: e in italiano da Cinzia Villari in quasi tutti i media e da Federico Campaiola in Digimon Adventure: Last Evolution Kizuna.

## Preludio aDigimon Adventure
Tai riceve un Digiuovo, dal quale poco dopo nasce Botamon. Botamon digievolve velocemente, divenendo prima Koromon e poi Agumon. Digievolve quindi in Greymon e combatte contro Parrotmon nel quartiere dei ragazzi, Hikarigaoka. La sorella di Tai, Kari soffrì di polmonite quando aveva quattro/cinque anni e Tai fu schiaffeggiato per l'incoscienza dimostrata nell'aver portato la sorella fuori a giocare (per evitare controversie in America, questo segmento fu eliminato; tuttavia, considerato il livido sul volto di Tai ed il modo in cui la mano della madre di Tai era posizionata, è piuttosto ovvio che Tai venga schiaffeggiato). Tai rivive questi dolorosi ricordi quando Kari si ammala durante la saga dei Padroni delle Tenebre.

## Digimon Adventure
Nella prima serie Tai è studente di quinta elementare, come Matt Ishida e Sora Takenouchi. Avventuroso leader e protagonista del gruppo, Tai è sempre il primo ad entrare in azione, anche se ciò spesso lo porta sul sentiero del pericolo. Agumon è il primo Digimon a digievolvere al livello campione di Greymon. Tuttavia, la sua ambizione di fare digievolvere Greymon al livello evoluto frettolosamente, mista alla sua testardaggine, lo mette nei guai. Infatti, prima di un'importante battaglia, fa mangiare ad Agumon una quantità spropositata di cibo. Durante la battaglia, inoltre, Tai cerca di mettersi deliberatamente in pericolo, credendo che Greymon sarebbe digievoluto vedendolo nei guai. Tuttavia, Greymon digievolve invece in SkullGreymon, la sua forma evoluta di tipo virus, e causa disastri, scatenandosi in giro e mettendo fuori combattimento Garurumon, Kabuterimon e Birdramon prima di regredire e tornare ad essere un esausto Koromon. In seguito a questi avvenimenti entrambi perdono fiducia, finché Piximon giunge in loro aiuto. I due capiscono quanto sia importante essere forti e rialzarsi dopo essere stati sconfitti.
Nella battaglia finale contro Etemon, Tai vede la sua Digipietra del Coraggio (勇気の紋章, Yūki no Monshō) brillare quando è costretto a mettersi nuovamente in pericolo, poiché Sora era stata rapita da Datamon per essere clonata ed usata da quest'ultimo per distruggere lo stesso Etemon. Questa volta, Greymon riconosce il vero coraggio di Tai e superdigievolve MetalGreymon, distruggendo Etemon (ma non per molto) e salvando Sora. Tai promette poi alla ragazza che non permetterà che le accada mai qualcosa di brutto. In ogni caso, la distruzione di Etemon risulta in una sorta di distorsione dimensionale. Tai e MetalGreymon vengono risucchiati in questa distorsione, che li riporta al mondo reale e permette a Tai di andare a casa. Tai si riposa un po' e si rilassa, ma rimane sconvolto quando notizie di catastrofi naturali in televisione si rivelano essere attacchi di numerosi Digimon che, con sua grande sorpresa, Kari dice di vedere da tempo. Tai riceve uno strano messaggio da Izzy, che lo avverte di non tornare a Digiworld, ma il ragazzo sa di dover tornare per ripristinare l'equilibrio dei due mondi. Quando Tai vede Ogremon, Koromon digievolve Agumon e si apre un'altra distorsione dimensionale. Agumon e Tai la attraversano e tornano per la seconda volta a Digiworld.
Tornato a Digiworld, Tai lo trova immerso nel caos. Nel mondo digitale il tempo scorre più velocemente che nel mondo reale e, mentre Tai ha passato meno di mezza giornata sulla Terra, a Digiworld sono passati diversi mesi. La squadra dei Digiprescelti si è completamente divisa, principalmente per cercare lui, ed ognuno ha percorso una via diversa. Il primo ad essere trovato è Tokomon, che ha litigato con TK ed i due si sono divisi per colpa di DemiDevimon. Con un grosso aiuto da parte di Sora e Biyomon, Tai riesce a far fare pace a TK e Tokomon e a capire quanto sia malvagio DemiDevimon. I due localizzano poco dopo Matt, Gabumon, Joe e Gomamon, che sono bloccati a lavorare nel ristorante di Digitamamon per pagare dei debiti. Anche questo è un piano di DemiDevimon, che fa tuttavia un buco nell'acqua quando Garurumon superdigievolve WereGarurumon e salva la situazione. Quando il gruppo trova un bivio, si divide nuovamente: Tai, Agumon, Joe e Gomamon dovranno far capire a Mimi quanto sia importante la loro missione per riportare lei e Palmon in gruppo, mentre Matt, Gabumon, TK e Tokomon troveranno Izzy, appena scampato dal perfido Vademon grazie alla Superdigievoluzione di Kabuterimon in MegaKabuterimon. I due gruppi si riuniranno quindi alla ricerca di Sora e Biyomon, che, non vista, ha aiutato ognuno dei Digiprescelti nelle proprie vicende personali vissute durante il periodo di separazione. Questo perché DemiDevimon, ancora lui, aveva instillato in lei il seme del dubbio se lei fosse la persona adatta per la Digipietra dell'Amore. I dubbi di Sora svaniscono quando, durante un confronto con Myotismon, il loro nuovo grande nemico, in persona, la ragazza capisce cosa sia veramente l'amore e ciò permette a Birdramon di superdigievolvere Garudamon e di portare il gruppo, ormai tornato insieme, in salvo.
I Digiprescelti scoprono che esiste un ottavo bambino prescelto e che Myotismon lo sta cercando per eliminarlo. I Digiprescelti lo seguono quindi nel mondo reale. Wizardmon trova la Digipietra ed il Digivice e provvede ad unire Kari, la sorella di Tai, a Gatomon, fino a quel momento tirapiedi di Myotismon. Gatomon, per vendicare la morte del suo amico Wizardmon, ucciso da Myotismon per averlo tradito, superdigievolve Angewomon e sconfigge Myotismon, che però ricompare nelle sembianze di VenomMyotismon. I Digiprescelti credono che la chiave per sconfiggere VenomMyotismon sia far scagliare ad Angemon e Angewomon le loro frecce della Speranza e della Luce verso Tai e Matt. I due decidono di provarci e Gabumon ed Agumon megadigievolvono MetalGarurumon e WarGreymon, i quali riescono a sconfiggere VenomMyotismon. I Digiprescelti rimangono quindi scioccati quando vedono apparire Digiworld nel cielo. Gli otto ragazzi ed i loro Digimon aprono un nuovo varco e tornano a Digiworld per ripristinarne l'equilibrio.
I Padroni delle Tenebre sono i nuovi nemici principali dei Digiprescelti e sono coloro che hanno deformato e ricostruito il mondo digitale. Durante questa saga, Tai e Matt vedono create diverse fratture nella loro amicizia, culminando infine in una grande battaglia in cui vengono coinvolti i loro Digimon di livello mega. Matt lascia quindi il gruppo per un po' per rivalutare il suo ruolo all'interno di esso. Dopo aver sconfitto tre dei quattro Padroni delle Tenebre, Tai cerca di riunire il gruppo insieme per combattere contro Piedmon, l'ultimo dei quattro. Mostrando grande previdenza, si rifiuta di lasciar digievolvere i Digimon degli altri nella battaglia contro LadyDevimon, la guardia del corpo di Piedmon, della quale si deve occupare la sola Angewomon, perché vuole che conservino le loro forze per la battaglia finale. Spedisce quindi Sora e TK a recuperare Matt, Mimi e Joe, che avevano tutti lasciato il gruppo per trovare loro stessi. Alla fine, il gruppo trionfa su Piedmon, ma ci vuole la Superdigievoluzione di Angemon in MagnaAngemon per farlo. Tai conduce il gruppo con fierezza contro Apokarimon e, una volta sconfitto il loro più brutale e definitivo nemico, lui e gli altri ragazzi devono dire addio ai loro Digimon a causa del varco digitale che sta per chiudersi e potrebbe non aprirsi mai più.

### Our War Game!
Tai, indossando una versione a maniche lunghe e senza guanti del suo abbigliamento della prima stagione, è impegnato a scrivere una e-mail di scuse a Sora riguardo ad una lite avuta in precedenza, firmandola accidentalmente con "Ti voglio bene". La lettera di Tai, tuttavia, non viene ricevuta, dopo che Kari la spedisce, a causa di uno strano Digimon apparso in internet. Izzy, indossando anche lui una versione sbottonata e senza guanti del suo abbigliamento della prima stagione, giunge a casa di Tai per dargli una mano. I due contattano Gennai, che spedisce Agumon e Tentomon nella rete per combattere il Digimon in rapida evoluzione. Durante il contatto tra i Digimon, Tai indossa i suoi tipici occhiali da aviatore e la sua fascia blu ancora una volta. Matt, con maglietta marrone e pantaloni neri, e TK, già con l'abbigliamento che adotterà in Digimon Adventure 02, che si trovano in vacanza dai nonni, devono recarsi dal barbiere del paese, l'unico ad avere un computer, per connettersi ad Internet e presto Patamon e Gabumon vanno in soccorso di Agumon e Tentomon, impegnati a battersi con il Digimon, evoluto ormai fino al livello evoluto, Infermon, il quale batte Greymon e Kabuterimon.
Infermon era passato infatti al livello evoluto saltando l'evoluzione in campione. Quando Izzy lo capisce, i due Digimon provano a superdigievolvere, ma Infermon è troppo veloce e li mette entrambi fuori combattimento prima che abbiano finito. Agumon e Gabumon megadigievolvono quindi in WarGreymon e MetalGarurumon, ma questa volta Infermon digievolve in Diaboromon, riuscendo a difendersi bene contro i due. Tentomon e Patamon vengono velocemente estromessi dalla battaglia, quest'ultimo perdendo anche i sensi. Milioni di bambini intorno al mondo, i nuovi Digiprescelti, stanno guardando la battaglia e spedendo e-mail per incoraggiare Tai e Matt, ma così facendo rallentano solamente la velocità di elaborazione dei loro Digimon. Diaboromon si moltiplica all'infinito, infetta i sistemi missilistici del Pentagono e lancia due missili nucleari, uno diretto nel Colorado ed uno verso l'abitazione di Tai, per cercare di ucciderlo. Tai e Matt, preoccupati dal fatto che i loro Digimon stiano perdendo contro Diaboromon, riescono in qualche modo ad entrare nella rete per dare energia ai loro Digimon, dando il via ad un nuovo processo digievolutivo, la DNAdigievoluzione. I loro Digimon, infatti, usano il potere delle e-mail dei ragazzi di tutto il mondo e la forza dei loro partner Digiprescelti per digievolvere in un unico Digimon, Omnimon. Tai, Matt e Omnimon iniziano quindi a combattere Diaboromon nella rete, distruggendolo appena in tempo, usando le e-mail di Izzy e dei ragazzi per rallentarlo. La e-mail di Tai finalmente giunge a destinazione e lui e Sora fanno pace.
Nel maggio del 2000, Tai torna a Digiworld e rilascia il potere della Digipietra del Coraggio per liberare i Digimon Supremi. Conseguenza di questo è l'impossibilità per Agumon di digievolvere oltre il livello campione di Greymon.

## Digimon Adventure 02
In questa serie Tai ha quattordici anni e frequenta la scuola media. Il leader dei primi Digiprescelti è molto maturato nei tre anni intercorsi tra le due serie.
Tai gioca un ruolo fondamentale nel primo episodio, "Ritorno a Digiworld". Quando sente che Agumon è in pericolo, indossa i suoi occhiali e la sua fascia blu ed entra a Digiworld, cercando di trovare un modo per dargli una mano. Insieme a Patamon e Gatomon, il ragazzo trova una caverna che al suo interno cela un Digiuovo con il simbolo del Coraggio posto su di esso. Tai prova a sollevarlo, ma non ci riesce, innescando tuttavia un processo per cui tre punti di luce fuoriescono dall'uovo e volano via. Sono tre nuovi Digivice, chiamati D-3, destinati a Davis, Yolei e Cody. Dopo la battaglia con Monochromon, Tai regala a Davis i suoi occhiali, poiché quelli quadrati del ragazzo si sono rotti durante la battaglia.
Tai (insieme agli altri Digiprescelti originali) funge da mentore per tutta la seconda stagione, ma spesso dà anche una mano alla nuova generazione di bambini prescelti. Nello speciale di Natale, si capisce che a Tai piace Sora, ma il ragazzo si fa da parte quando la ragazza ammette che si è invaghita di Matt. Durante la seconda metà di Adventure 02, Tai torna ad indossare la sua fascia quando i dodici Digiprescelti girano il mondo per sconfiggere i Digimon penetrati nel mondo reale e distruggere gli Obelischi di Controllo. Quando BlackWarGreymon arriva sulla Terra, Tai e WarGreymon, supportati da Imperialdramon Fighter Mode, partecipano ad un'ultima battaglia, sfruttando il potere di uno dei dodici DigiCuori Iridescenti di Azulongmon. Anche se la battaglia finisce in pareggio, BlackWarGreymon ammette la sconfitta e va via, ricevendo anche un prezioso consiglio da Agumon.

## Digimon Adventure tri.
Tre anni dopo la sconfitta di Malomyotismon, Tai frequenta il liceo ed è, come al solito, compagno di classe di Sora (di cui ancora è chiaramente innamorato, credendo però che la ragazza ormai abbia scelto il loro amico Matt). A differenza della maggior parte dei suoi compagni, non ha ancora ben chiaro cosa ne sarà del suo futuro. Ancora appassionato di calcio, una domenica la partita della sua squadra viene improvvisamente interrotta dalla comparsa di un Kuwagamon che segna l'inizio di una nuova crisi Digimon e Tai, assieme agli altri prescelti, è chiamato a contrastare la minaccia, con il supporto di una divisione speciale dei Servizi Segreti giapponesi.
Desideroso in un primo momento di combattere come in passato, di fronte alla propria impotenza e alla vista di ciò che un Digimon è realmente in grado di fare in termini di potere distruttivo, si lascia tuttavia prendere dallo sconforto. Anche dopo il ritorno di Agumon, sente di non essere più quello di una volta.
Alla comparsa di Alphamon, Tai viene tuttavia riportato alla ragione da Matt, che dopo avergli fatto capire come la ricomparsa dei Digimon possa mettere in pericolo molti innocenti, indipendentemente dal fatto che lui decida di combattere o meno, lo convince a prendersi nuovamente le sue responsabilità di prescelto. A questo punto Agumon e Gabumon, nelle rispettive forme al livello Mega, si fondono nuovamente per dare vita a Omnimon, che riesce a costringere Alphamon ad una momentanea ritirata.

## Epilogo
Nell'anno 2027, Tai è diventato un diplomatico delle Nazioni Unite per Digiworld insieme ad Agumon. Ha un figlio, il cui Digimon partner è un Koromon. 

### Digimon Hurricane Touchdown!!/Supreme Evolution!! The Golden Digimentals
Tai si sta allenando con una palla da calcio, quando il suo Digivice reagisce alla nebbia rosa che improvvisamente lo circonda. Viene quindi catturato con tutta la prima generazione di Digiprescelti e spedito in un'altra dimensione. Tai regredisce all'età infantile a causa di Wendigomon. Viene poi riportato nel mondo reale grazie alla sconfitta di Wendigomon per mano di Magnamon e Rapidmon.

### Diaboromon Strikes Back!
Tai ha ancora quattordici anni. È ora un leader con più esperienza, tuttavia il suo temperamento lo porta ancora ad affrontare tutto ciò che gli capita senza pensarci troppo su. Indossa una maglia a maniche lunghe e sbottonata su una versione arancione del suo abbigliamento della prima stagione. In questo film sembra essere il leader di entrambe le generazioni di Digiprescelti. Tuttavia, Izzy sembra sapere meglio cosa stia succedendo. Così, quando Tai viene a sapere di come Diaboromon sia in realtà sopravvissuto al confronto con Omnimon di tre anni prima, è pronto a tornare nella rete e farlo fuori una volta per tutte. Matt indossa gli stessi abiti vestiti in campeggio durante Adventure 02.
Tai e Matt entrano quindi in internet tramite un Digivarco per combattere Diaboromon. I loro Digimon DNAdigievolvono Omnimon, ma il combattimento è comunque impegnativo, così TK e Kari decidono di andare ad aiutare i loro fratelli a sconfiggere il Digimon di tipo virus. Angemon e Angewomon afferrano Diaboromon in modo che Omnimon possa usare la sua Spada Trascendente, trafiggendogli il cranio, proprio come la volta prima, ma questa volta usando anche il Cannone Supremo per distruggere il corpo del nemico. Dopo la vittoria nella rete, inizia però un'altra battaglia sulla Terra, poiché Diaboromon si scompone in milioni di Kuramon che, approfittando dei Digivarchi aperti da Yolei, emergono nel mondo reale, fondendosi nuovamente insieme, ma formando stavolta Armageddemon, un Digimon di livello mega, forma alternativa a Diaboromon. Grazie ad Angewomon, Omnimon riesce ad uscire dalla rete, anche se il colpo manca il Digimon di pochi centimetri e Tai e Matt cadono alle spalle di Omnimon. I Digimon dei due si accorgono dell'avversario e nessuno può credere a che terribile Digimon Omnimon sia costretto ad affrontare. Omnimon è pronto e parte all'attacco, ma nemmeno lui, seppur dopo un feroce combattimento, è abbastanza potente da sconfiggere Armageddemon e viene battuto.
Tai perde la speranza mentre guarda il suo Digimon sconfitto, che era, come tutti credevano, il più forte Digimon a loro disposizione. Lui e Matt rimangono impietriti dopo un potentissimo colpo del loro avversario. Sora arriva in ritardo, ma tuttavia Tai sembra molto lieto di vederla. Solo quando Sora scuote i due Tai inizia a dare fiducia e speranza ad Imperialdramon, il secondo Digimon più potente dopo Omnimon, che tuttavia viene sconfitto. Agumon e Gabumon (che costituiscono le braccia di Omnimon) usano i loro ultimi poteri e li conferiscono ad Imperialdramon, trasformando il corpo di Omnimon in una spada, che Imperialdramon afferra, diventando Imperialdramon Paladin Mode.
Dopo aver ottenuto l'Omni Sword, il Digimon paladino sconfigge Armageddemon trafiggendogli il cranio, come Omnimon aveva fatto con Diaboromon tre anni prima, ma milioni di Kuramon iniziano ad uscire dal corpo del Digimon sconfitto. Tai è uno dei Digiprescelti, insieme a Sora e Matt, ad usare il proprio Digivice, insieme ai cellulari della gente comune, per cancellare i Kuramon.

## Giochi di Digimon per Wonderswan
Tai è l'ultimo Digiprescelto ad essere liberato da Ryō Akiyama dalla prigionia impostagli dal malvagio Millenniummon nei giochi di Digimon per Wonderswan. Ricoprirà invece un ruolo di supporto nei giochi seguenti. In Digimon Adventure 02: D1 Tamers (il penultimo gioco della serie Wonderswan), Tai è uno dei tanti Digiprescelti reclutati dai Digimon Supremi per prendere parte ad un falso torneo che dovrebbe fungere da allenamento per Ryo. È l'avversario finale del torneo, dopo il quale viene svelato l'inganno.

## Character song
Tai dispone di quattro image song nelle due serie di Digimon Adventure: "Atarashii Taiyou" ("Sole nuovo"), "Towa ni Tsuzuke!!" ("Vai verso l'eternità!!"), "Yuuki wo Tsubasa ni Shite" ("Trasformerò il mio coraggio in ali"), e "Eikyuu ni Tsuzuke!" ("Continua verso l'eternità!"). Una quinta colonna sonora, cantata insieme ad Agumon (Chika Sakamoto), è chiamata "Team" ("Squadra"). In Digimon Adventure Tri. ne dispone di una sesta, "Eien no Puzzle".

## Accoglienza
Sage Ashford di CBR ha classificato lo scontro tra Tai e Matt in Adventure come il migliore svolto tra due migliori amici negli anime. Justin Carter di Twinfinite ha classificato Tai come il miglior Digiprescelto. Honey's Anime ha considerato Tai come il sesto personaggio più adorabile della serie.
Secondo un sondaggio condotto da Manga Entertainment, Tai è risultato il personaggio preferito dagli utenti, ottenendo il 21% delle preferenze.
Tai è apparso anche in vari prodotti legati al merchandising tra cui il gioco di carte.